# Aetat
Aetat (сокр. от норв. Arbeidsmarkedsetaten) — норвежское государственное агентство, ответственное за борьбу с безработицей.

## История
Своими корнями Aetat уходит в Директорат труда (норв. Arbeidsdirektoratet), который был основан в 1945 году. Его целью было «предотвращение и устранение» безработицы в норвежском обществе. Название Aetat вошло в обиход в 2000 году, когда директорат был реорганизован. У Aetat было восемнадцать окружных отделений, несколько местных отделений и другие филиалы, в то время как ядром агентства оставался директорат. Руководитель директората назывался «директором труда» (норв. arbeidsdirektør). Агентство подчинялось Министерству государственного управления.

## Преемник
В 2005 году парламент Норвегии принял решение об упразднении Aetat, а также Службы национального страхования, начиная с 2006 года. Вместо них была создана новая организация — Норвежское управление труда и социального обеспечения (норв. Nye arbeids- og velferdsetaten (NAV)), которая состоит из Службы труда и социального обеспечения (норв. Arbeids- og velferdsetaten) и некоторых частей муниципальных социальных служб и несёт более широкую ответственность за социальное обеспечение. Реформа, в результате которой была создана NAV, ещё не завершена.